# (2475) Semenov
(2475) Semenov est un astéroïde de la ceinture principale.

## Description
(2475) Semenov est un astéroïde de la ceinture principale. Il fut découvert le 8 octobre 1972 à Naoutchnyï par Lioudmila Jouravliova. Il présente une orbite caractérisée par un demi-grand axe de 3,04 UA, une excentricité de 0,10 et une inclinaison de 9,1° par rapport à l'écliptique.

## Compléments